# 崔群
崔群（772年—832年），字敦詩。贝州武城县（今河北省衡水市故城县）人。
崔稹之子。生於唐代宗大曆七年（772年），貞元八年（792年）進士，年僅十九歲，與同科韓愈為友，貞元十年中賢良方正科。初為秘書省校書郎。貞元十二年為宣歙觀察使從事。元和元年累遷右補闕。元和二年（807年），召為翰林學士，歷官中書舍人。元和十二年七月，拜中书侍郎、同中书门下平章事。长庆二年（822年），授秘书监。大和五年（831年），拜检校左仆射，兼吏部尚书。大和六年八月卒，赠司空。

## 家庭
祖父：崔朝，怀州刺史，赠秘书监
父亲：崔稹，检校金部郎中兼侍御史，夫人王氏；继室卢氏，生一子一女，子即崔群。
夫人：李徐，润州丹徒尉陇西李霸之女，生五女
- 崔严，同州参军
- 崔充，字茂用，东都留守
  - 崔铸源，字司钧
- 崔浑，河南府兵曹参军[6]
- 长女适陇西李元皋
- 二女适范阳卢永
- 三女适荥阳郑助
- 四女适荥阳郑涓
- 五女幼，未从人[4]。根据墓志可知，后嫁范阳卢缄，官至劍南西川節度判官朝議郎檢校尚書駕部郎中兼侍御史[2]

## 延伸阅读
[在维基数据编辑]
 在维基文库阅读此作者作品
 《舊唐書·卷159》，出自刘昫《舊唐書》
 《新唐書·卷165》，出自《新唐書》